# Haripal Kaushik
Haripal Kaushik (2 februari 1934) is een Indiaas hockeyer en hockeycoach.
Kaushik won met de Indiase hockeyploeg in 1956 de gouden medaille op de Olympische Zomerspelen, vier jaar later in Rome kwam Kaushik niet in actie en kreeg om die reden ook geen zilveren medaille uitgereikt. Vier jaar later tijdens de Olympische Zomerspelen in Tokio was Kaushik viceaanvoerder en won hij met zijn ploeggenoten de gouden medaille. Tijdens de Aziatische Spelen 1966 was Kaushik assistent-coach en speler en won hij met zijn ploeggenoten de gouden medaille.

## Resultaten
- 1956  Olympische Zomerspelen in Melbourne
- 1964  Olympische Zomerspelen in Tokio
- 1966  Aziatische Spelen in Bangkok